# Експеримент на Аш
Експериментът за конформизъм на Аш е серия от изследвания, публикувани през 50-те години, които демонстрират силата на конформизма в групите. Също е познат и като парадигмата на Аш.

## Представяне
Експериментите, водени от Соломон Аш запитват групи от студенти за участие в „зрителен тест“. Всъщност всички освен един от участниците са подставени лица на експериментатора, а изследването е за това как ще реагира останалият студент на поведението на подставените лица.

## Метод
В основната парадигма на Аш участниците – реалният субект и подставените лица – седят в учебна стая. Задавани са им множество въпроси за линиите (коя линия е по-дълга от друга, кои линии имат същата дължина и т.н.). На групата е казано да обявява на висок глас отговорите си на всеки въпрос и подставените лица винаги дават един и същи отговор. Отговарят на няколко въпроса правилно, но после започват да дават неправилни отговори.
В контролната група без натиск за конформизъм за погрешен възглед само един субект от 35 дава неправилен отговор. Обаче, когато са обградени от индивиди, всички обявяващи неправилен отговор, участниците дават също неправилни отговори на голям процент от въпросите (36,8%). 75% от участниците дават неправилен отговор на поне един въпрос.

## Резултати
Различията на основната парадигма тестват колко подставени лица са нужни, за да се създаде конформизъм, изследвайки влиянието на едно подставено лице, както и на много като 15 подставени лица. Резултатите показват, че едно подставено лице няма почти никакво влияние, две имат малко влияние. Когато са в наличност три или повече лица, тенденцията към конформизъм е относително стабилна.
Единодушието на подставените лица също варира. Когато подставените лица не са единодушни в своя избор, дори ако само едно такова лице изрази различно мнение, участниците е по-вероятно да устоят на подтика към конформизъм, отколкото когато всички подставени лица са единодушни. Това откритие осветлява силата, която може да има малцинството дори при малко несъгласие. Колкото по-дълго несъгласното подставено лице дава отговор, който е различен от този на мнозинството, толкова става по-вероятно участниците да дават правилни отговори.
Една разлика между експериментите на Аш за конформизма и експеримента на Милграм, така както е поставен от Стенли Милграм (също известен в социалната психология), е, че обектите на тези изследвания отдават своето представяне на собствени пропуски и „лошо зрение“, докато тези при експеримента на Милграм обвиняват експериментатора в обясняване на поведението им. Конформизмът може да бъде по-малко очевиден, отколкото натискът на авторитета.